# 노터데임 스타디움
노터데임 스타디움(Notre Dame Stadium)는 미국 인디애나주 노터데임에 위치한 다목적 미식축구 경기장이다.